# Петропавлівська церква (Поділ)
Це́рква святих Петра і Павла — колишній православний храм у Києві на Подолі. Збудований як костел Святого Миколая при домініканському монастирі у 1610—1640 роках, у 1691 році, після вигнання католиків із Києва переданий православній церкві. Зруйнований більшовиками у 1930-ті роки. Розташовувався на Притисько-Микільській вулиці, 4.

## Історія храму

### Католицький період та руйнування
Наприкінці XVI століття на Подолі, у підніжжя Замкової гори католицький орден домініканців заснував монастир. На початку XVII століття в монастирі (кляшторі) збудували мурований костел Святого Миколая; за одними даними, храм освятили близько 1610 року, але прибудови та перебудови тривали до 1640 року, за іншими даними у 1610 році лише почалося його будівництво, завершене 1640 року, або навіть 1646 року. Ініціатором будівництва став єпископ РКЦ Кшиштоф Казімірський, який після своєї смерті у 1618 році був похований у цьому храмі.. Фінансував зведення костелу і домініканського монастиря київський земський суддя Стефан Аксак. 1690 року православний київський митрополит Варлаам Ясинський писав у своєму зверненні до московських царів Івана та Петра Олексійовичів, що домініканці для будівництва використали цеглу та плінфу із зруйнованого вишгородського собору Бориса і Гліба, проте очільник монастиря Петро Розвадовський стверджував, що матеріали бралися від будівель згорілого католицького монастиря, заснованого Яцеком Одровонжом.
Сучасний письменник, києвознавець і ватиканіст Олексій Браславець висловив думку, що, можливо, в історичних джерелах XIX століття і пізніших дослідженнях виникла плутанина і насправді на Подолі певний час існували два католицьких костели. Один із них був костелом домініканського монастиря, зведений у 1630-х—1640-х роках і пізніше переосвячений на православну церкву, другий — кафедральний, що був зведений близько 1610 року і розташовувався в районі Житньоторзької площі. Цей костел був, які і інші католицькі святині Києва, зруйнований у 1648—1649 роках козаками Богдана Хмельницького, проте на відміну від Петропавлівської церкви більше не відбудовувався.
Під час Хмельниччини козацькі війська пограбували та розорили київський домініканський монастир. У 1651 році, коли Київ зайняв литовський гетьман Радзивілл, Миколаївський костел ледь не згорів, проте його відстояли литовські солдати. У 1650-і рр. московський воєвода використовував будівлі колишнього кляштора як караульні приміщення. У 1660 році грамотою московського царя Олексія Михайловича з Києва вислали усіх поляків, вірмен і євреїв, а колишній домініканський монастир із костелом віддали Києво-Братській колегії. Остання в ті часи перебувала у досить скрутному фінансовому стані і не мала змоги скористатися цим даром, тому незабаром київські міщани захопили землі колишнього монастиря, монастирські споруди поступово розібрали, а в бездоглядній будівлі колишнього костелу влаштували шинок.

### Православний період
У 1690 році митрополит Варлаам Ясинський надіслав московському царю Петру I чолобитну, в якій просив дозволу влаштувати у колишньому домініканському кляшторі православний чоловічий монастир із підпорядкуванням Софійському монастирю, а також переосвятити костел під православну церкву в ім'я святого Петра із влаштуванням бічного вівтаря в ім'я чоловіка Божого Олексія, адже «в Києві є багато церков святого Миколая, але нема церкви монаршого янгола, святого Петра, також нема церкви Олексія, чоловіка Божого, янгола благовірного царевича і великого князя Олексія Петровича». Цар задовольнив чолобитну і видав 300 рублів на перебудову храму, тому наступного, 1691 року Миколаївський костел і монастир переосвятили на честь святих Петра і Павла, а також почалася реконструкція костелу під стандарти православного храму. Протягом 1691—1695 років церкву відбудували у стилістиці українського бароко, зокрема над вівтарем надбудували грушоподібну баню, також спорудили келії на 12 ченців, які склали штат новоствореної обителі.
У 1695 році гетьман Іван Мазепа, окрім жертвування великих коштів на відбудову Петропавлівського монастиря, повернув останньому право брати помірне, тобто мито (раніше це право належало домініканцям). Втім, не пізніше 1710 року (за Закревським — ще раніше, 1699 року) це право віддали київському магістрату, який мав натомість виплачувати Петропавлівському монастирю 400 золотих щорічно. Незважаючи на це, монастир був чи не найбіднішим із київських монастирів, адже з одного боку магістрат у попередні роки привласнив майже усі колишні землі домініканців, лишивши монастирю одну крихітну слободу — Петропавлівську Борщагівку, з іншого — митрополича кафедра Софійського монастиря, яка керувала обителлю, не забезпечувала належного її фінансування, забираючи собі виплати за помірне. Не поліпшило фінансовий стан монастиря і виділення Петропавлівській церкві окремої парафії на Подолі. Нечисленній монастирській братії доводилося з ранку до ночі працювати в полі, лишаючи в монастирі самого ігумена, який, за свідченням Сильвестра Добрини, виконував одночасно функції паламаря, ключника, кухара, економа, «палатного і уставщика». Через настільки скрутне становище перебудову Петропавлівської церкви, яку розпочав ще 1691 року митрополит Ясинський, довгий час не могли належним чином завершити, а те, що було завершене, почало з часом занепадати та розвалюватися. 1733 року митрополит Рафаїл Заборовський навіть клопотав про передачу Петропавлівського монастиря київській грецькій православній громаді, проте цьому завадив, імовірно, київський магістрат.
У 1744 році до Києва завітала імператриця Єлизавета Петрівна, яка, побачивши на власні очі скрутне становище монастиря, започаткованого її батьком, Петром I, пожертвувала обителі 2500 рублів. Ці кошти та пожертви від Запорізької Січі дозволили до 1750 року відновити монастирські будівлі, добудувати Петропавлівську церкву і влаштувати при ній бічні вівтарі на честь Олексія та на честь святих Захарія та Єлизавети. Імовірно, саме тоді церква отримала і бароковий хвилястий фронтон, а в 1750-ті роки біля неї спорудили нову триярусну дзвіницю у стилі українського бароко за проєктом Івана Григоровича-Барського. У 1784 році спорудили муровану трапезну.
Навесні 1786 року імператриця Катерина II провела секуляризацію монастирів, внаслідок чого були закриті п'ять київських монастирів, у тому числі, й Петропавлівський, у приміщеннях якого планувалося відкрити початкове народне училище, проте за клопотанням митрополита Самуїла Миславського монастир наступного, 1787 року передали громаді Греко-Синайського монастиря святої Єкатерини, що дозволило подальше функціонування Петропавлівської обителі як грецького православного монастиря. Однак під час Подільської пожежі 1811 року монастирський комплекс згорів, і грецька громада, не маючи достатньо коштів на відновлення монастиря, продала землю під ним за 5610 рублів духовно-навчальному відомству. 1826 або 1828 року штат грецького монастиря перевели назад до монастирського комплексу при церкві святої Катерини на Контрактовій площі, а будівлі Петропавлівського монастиря почали відновлювати. Близько 1830 року позаду Петропавлівської церкви звели просторий мурований навчальний комплекс, до якого 1832 року перевели Київську духовну семінарію; так Петропавлівська церква стала семінарською. У 1859 році коштом митрополита Філарета Петропавлівську церкву відбудували, при чому з двох бічних вівтарів лишили один. У 1874—1876 роках надбудували до третього поверху і навчальний корпус, а другий, менший корпус спорудили на церковному подвір'ї.

### XX століття
У 1901 році Київську семінарію перевели до щойно зведеної будівлі на Вознесенському узвозі (сучасна будівля Академії мистецтв), а приміщення колишнього Петропавлівського монастиря зайняло Подільське духовне училище, утворене злиттям Києво-Подільського та Богуславського училищ.
У 1914 році у церкві оновили іконостас та розписи інтер'єру.
Після встановлення в Києві радянської влади Петропавлівська церква була у користуванні громади УАПЦ, але вже в 1920-х роках храм закрили. Близько 1930 року обговорювалася можливість розміщення у колишній церковній споруді архівного сховища Центрального архіву України, проте ці плани так і не були втілені в життя. У 1935 або 1936 році Петропавлівську церкву та дзвіницю знесли, залишки дзвіниці лишалися до 1940-х років. Станом на початок XXI століття місце, де стояла церква, незабудоване, тут облаштований плац військової частини. Від храмового комплексу зберігся лише цегляний рустований паркан, який відокремлював церковну садибу від вулиці.

## Архітектура

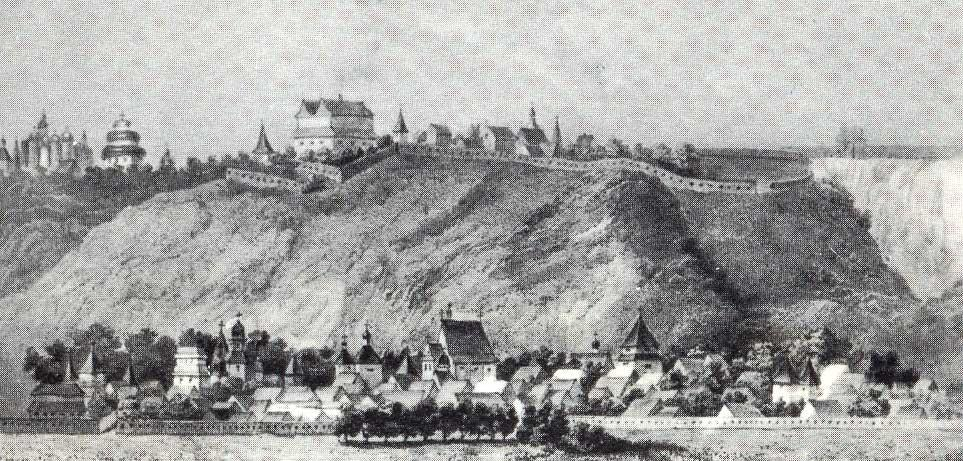
Вигляд Подолу на малюнку Абрагама ван Вестерфельда. В центрі височіє домініканський костел св. Миколая (з готичним дахом).

Первісний католицький костел був прямокутною тринавною шестистовпною базилікою з гранчастим вівтарем і готичними східчастими фронтонами. Він мав характерне для польських середньовічних костелів планування: три відносно короткі нави (з відношенням ширини бічних нав до центральної 1:3) та видовжений, просторий пресбітерій. Виступи трансепту увінчувалися круглими у плані вежечками, проте при перебудові у XVIII столітті трансепт і вежечки знищили, зберіглася лише одна вежечка на куті між північно-східним виступом і північною стіною. Костел був вкритий двосхилим дахом з крутим схилом, причому кут нахилу дахів був однаковий і над основним об'ємом, і над пресбітерієм. Нави перекривалися стрільчастими склепіннями, підкресленими нервюрами, пресбітерій мав нижчі, ніж у навах, склепіння. Бічні фасади членувалися вузькими стрільчастими вікнами, із притаманними польській готиці відношенням ширини до висоти 1:5 та стрільчастим завершенням, утвореним на основі рівнобедреного трикутника. Над трансептом височів 8-гранний бабинець із вісьмома вузькими вікнами, що первісно увінчувався шпилем (хоча за іншими даними бабинець відноситься вже до барокової перебудови, бо автентичний малюнок Абрагама ван Вестерфельда XVII ст. такої деталі не показує). Бічні нави закінчувались невеликими каплицями, що мали самостійні півкулясті апсиди. Південну каплицю збудували водночас із самим костелом, а північну — пізніше, але до 1640 року. На думку польського архітектора Кароля Іваницького будував Миколаївський костел польський будівничий, найімовірніше, представник краківської школи.
Після переосвячення костелу в православну Петропавлівську церкву будівля отримала виразні риси українського («мазепинського») бароко. Чоловий, західний фасад був розчленований чотирма канелюрованими пілястрами, між якими розмістили вікна: круглі у бічних пряслах і хрестоподібне у центральному. Готичний ступінчастий фронтон, що прикрашав чоловий фасад, переробили на бароковий, хвилястий, тимпан рясно оздобили ліпними декоративними елементами: волютами, рослинним орнаментом, гуртами, медальйонами, картушами тощо. На чоловому фасаді розташовувався пишно декорований портал, який у 1810-х роках прикрили піддашком у вигляді невеликої одноповерхової галереї. Вівтарну частину увінчала грушоподібна барокова баня на восьмигранному барабані. Готичні стрільчасті склепіння майже у всій церкві переробили на хрестоподібні, оригінальні склепіння лишилися тільки частково у вівтарній частині. На північному і південному фасадах декор був майже відсутній. У 1740-х роках в церкві встановили чотириярусний різьблений позолочений іконостас у стилі рококо, його ікони були характерні для українського релігійного живопису XVIII століття.
Мурована дзвіниця Петропавлівської церкви стояла на червоній лінії забудови Притисько-Микільської вулиці та відігравала роль надбрамної башти. Зведена архітектором Григоровичем-Барським, вона мала пишний декор у стилі українського бароко та архітектурно була подібна до церкви Різдва Богородиці на Дальніх печерах Києво-Печерської лаври. Перший ярус мав два поверхи: знизу розташовувалася в'їзна брама, а на другому поверсі облаштували церкву. Фасади першого ярусу прикрашалися рустом і коринфськими пілястрами, вікна декорувалися лиштвами та лучковими сандриками. Другий, дзвоновий ярус мав напівциркульні віконні прорізи, фланковані коринфськими колонами, що підтримували арковий сандрик. Кути будівлі на рівні другого ярусу підкреслювалися групами спарених колон коринфського ордеру, завершувався ярус широким профільованим карнизом, під яким стіни були прикрашені картушами із рослинним орнаментом. За деякими джерелами, дзвіниця первісно мала третій, дерев'яний поверх та/або барокову баню, яка згоріла під час пожежі 1811 року. За браком коштів при відбудові церкви після пожежі масивну баню замінили приземкуватою ампірною, з високим шпилем, що значно спотворило первісні пропорції споруди.

## Галерея

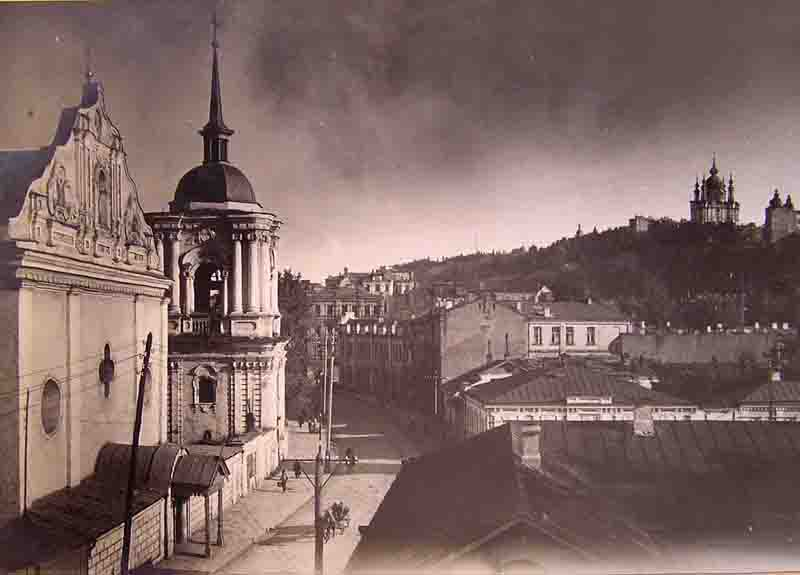
Загальний вигляд Притисько-Микільської вулиці і Петропавлівського храму.
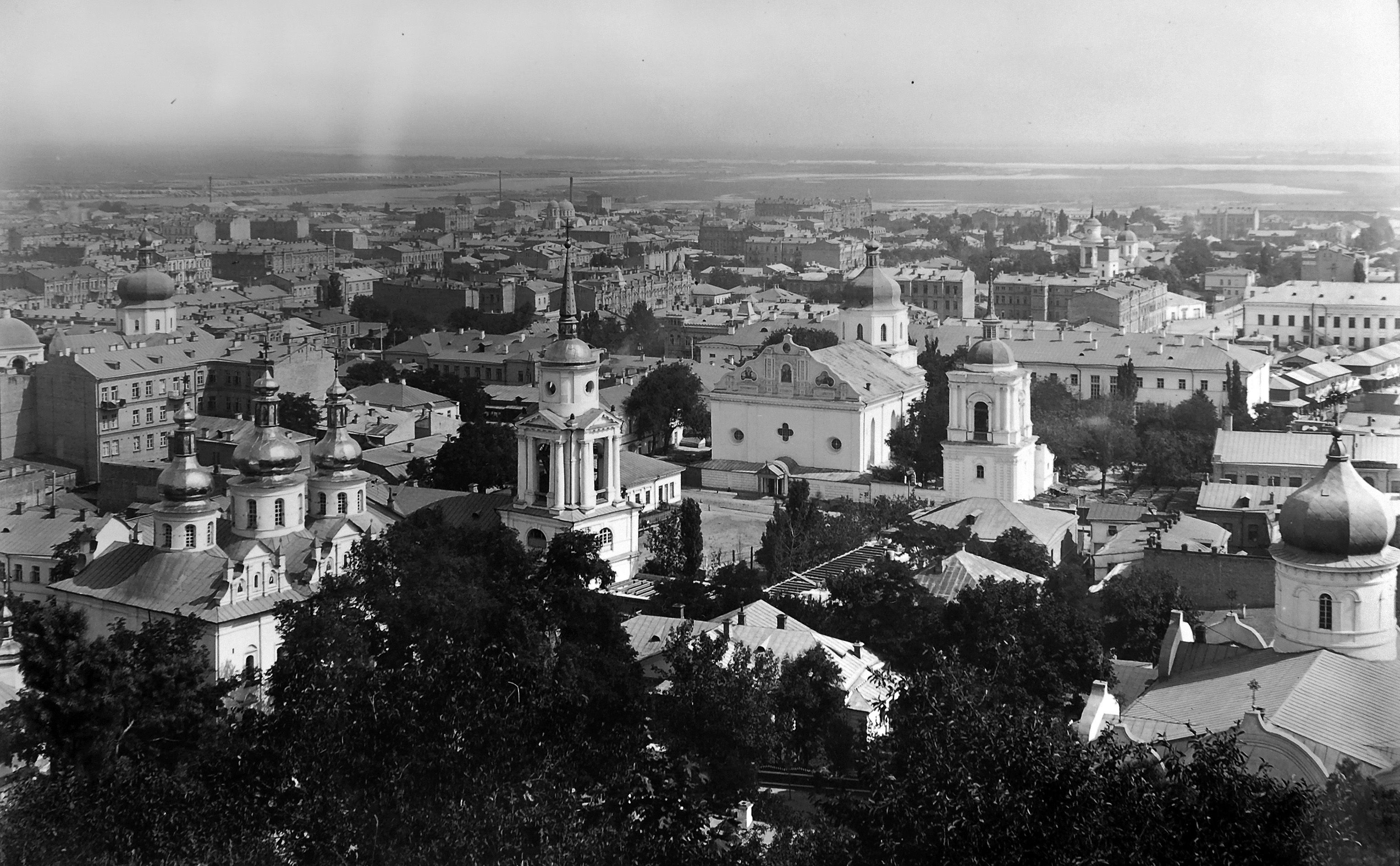
Вигляд Подолу наприкінці XIX ст. в центрі - Петропавлівська церква.
Церква на малюнку 1819 р.
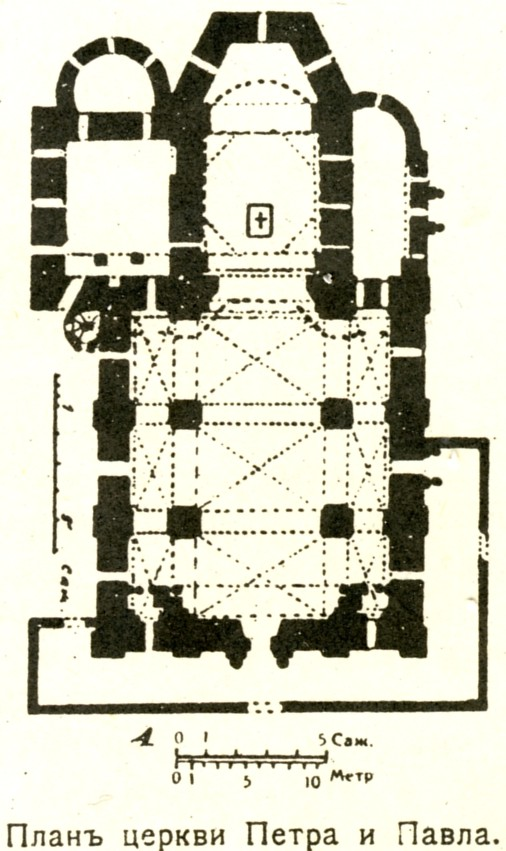
План храму.